# Gravastar
Gravastar (někdy taky gravahvězda – překlad z anglického gravastar) je hypotetický astronomický objekt, předpovězený astrofyzikální teorií, navrženou Pawlem Mazurou a Emilem Mottolou. Tato teorie by mohla nahradit teorii černých děr. Teorie gravahvězd předpokládá, že místo toho, aby se hvězda zhroutila do jediného prostorového bodu o nekonečné hustotě, projde prostor jako takový fázovým přechodem, zabraňujícím dalšímu hroucení, a transformuje se do podoby sférického prázdna obklopeného určitým druhem extrémně husté hmoty.

## Charakteristika
Tato teorie je poměrně nová, a zatím vzbudila mezi astrofyziky jen malý zájem. Nedostatek zájmu souvisí s tím, že tento koncept vyžaduje přijetí velice spekulativní teorie kvantové gravitace, ale přitom přináší jen omezené výhody oproti teorii černých děr. A kromě toho ani v rámci kvantové teorie gravitace neexistuje žádný nevyhnutelný důvod pro to, aby se prostor choval přesně tak, jak předpokládají Mazur s Mottolou – podle dostupných informací tedy teorie kvantové gravitace teorii gravahvězd sice nevylučuje, ale ani ji nevyžaduje.
Původ označení je jednoduchý: Hvězda, která je tvořená GRAvitačním VAkuem.
Mazur s Mottolou si povšimli, že gravahvězdy by byly řešením informačního paradoxu: zatím neexistuje vysvětlení pro obrovské množství entropie, které je černým děrám přisuzováno (černá díra má zjevně mnoha bilionkrát více entropie, než hvězda, ze které se zformovala). Nikde uvnitř černé díry přitom nelze najít místo, kde by tato entropie mohla existovat. Předpokládá se, že gravahvězdy mají velice malé množství entropie, což tento problém řeší.
Zrod gravahvězd by mohl být příčinou pozorovaných záblesků gama záření, čímž se teorie gravahvězd stává další z mnoha spekulativních teorií, které se tento fenomén snaží vysvětlit.
Předpokládá se, že prostor uvnitř gravahvězdy by byl extrémně zakřivený a obklopený bublinou neuvěřitelně husté a odolné hmoty, nacházející se ve fázi Bose-Einsteinova kondenzátu.
Mazur a Mottola dokonce přišli s myšlenkou, že pozorovatelný vesmír by se jako takový mohl nacházet uvnitř jediné obří gravahvězdy. V této podobě lze teorii gravahvězd řadit i mezi alternativní kosmologické teorie.
Teorií velice blízkou teorii gravahvězd (nebo možná dokonce jenom jinou formulací té samé teorie) je teorie „hvězd z tmavé energie“, kterou navrhl v dubnu 2005 kalifornský fyzik George Chapline.

## Český ekvivalent slova gravastar
V únoru 2006 nenalezl prohledávač Google ani jediný výskyt zde použitého českého překladu gravahvězda. Ten je odvozen od existujících českých astronomických termínů, jako jsou třeba neutronová hvězda nebo dvojhvězda. Dosavadní články v češtině pro tento hypotetický typ vesmírného objektu většinou používají doslovně převzatý anglický termín gravastar.